# Strage di piazza Campitello
La strage di piazza Campitello, conosciuta anche come eccidio di Belluno, è stata una strage attuata da alcuni soldati nazisti a danno di quattro membri della resistenza italiana il 17 marzo 1945.

## Gli avvenimenti
Il 16 marzo 1945, presso Perarolo di Cadore, un gruppo di partigiani assaltò un camion per rifornimenti bellici e uccise i due conducenti. La mattina successiva sempre a Perarolo, un generale tedesco ordinò ai sottostanti di catturare quattro partigiani e di condurli a Belluno. Salvatore Cacciatore, Giuseppe De Zordo, Valentino Andreani e Gianni Piazza furono impiccati ai lampioni di piazza Campitello. Successivamente Girolamo Bartolomeo Bortignon, amministratore apostolico di Belluno e Feltre, ne benedì le salme.

## Eventi successivi
Nel 1955 piazza Campitello (o Campedel, in dialetto locale) fu denominata "piazza dei Martiri" in onore dei quattro giovani uccisi.

## Le vittime
- Salvatore Cacciatore "Ciro": nato ad Aragona in provincia di Agrigento, ma di famiglia nissena, il 28 marzo 1920. Per decenni, i familiari, non informati dalle autorità, hanno pensato che fosse morto nella Campagna di Russia nel 1943. A lui è stato intestato il libro Il partigiano di Piazza dei Martiri. Storia di un siciliano che combatté i nazisti e finì appeso ad un lampione di Enzo Barnabà [1].
- Giuseppe De Zordo "Bèpi": nato a Cibiana il 14 maggio 1902. Suo fratello Renato De Zordo, anche lui un partigiano, morì in un carcere di Belluno nel marzo 1945 in seguito ad orribili torture fisiche inflitte dai tedeschi.
- Valentino Andreani "Frena": nato a Limana, precisamente a Valmorel, il 7 gennaio 1920. Combatté nella brigata "Val Piave".
- Gianleone Piazza "Lino": nato a Belluno il 16 agosto 1922 in una famiglia di contadini, si arruolò nella brigata "7º Alpini".